# Mário Haddad
Mário Haddad (Manaus, 23 de dezembro de 1939) é um advogado, empresário e político brasileiro com atuação no Amazonas.

## Biografia
Filho de Jorge Haddad e de Nazaré Haddad. Advogado com Bacharelado formado pela Universidade Federal do Amazonas em 1968, ano em que elegeu-se vereador em Manaus pela ARENA, partido onde militava há um ano e pelo qual foi eleito deputado estadual em 1970 não buscando a reeleição quatro anos depois.
Eleito deputado federal em 1978 pediu licença e assumiu a Secretaria de Justiça no governo José Lindoso e em 1982 disputou o cargo de vice-governador do Amazonas pelo PDS na chapa de Josué Filho num pleito vencido por Gilberto Mestrinho (PMDB). Em 1986 ficou na primeira suplência ao disputar uma vaga na Câmara dos Deputados pelo PDT e sequer foi chamado a exercer o mandato. Voltou às atividades como empresário da construção civil e do ramo de farmácias e drogarias.